# Elecciones regionales de Carabobo de 2004
Las elecciones regionales de Carabobo, Venezuela fueron el proceso electoral para elegir al Gobernador de Carabobo, para el período 2004-2008 mediante las elecciones regionales, donde resultó elegido Luis Felipe Acosta Carlez del MVR, este resultado no fue reconocido por el gobernador para ese entonces y contrincante de Acosta Carlez, Henrique Salas Feo.
Los partidos principales que participaron fueron el partido de gobierno, el MVR, y Proyecto Venezuela que había gobernado en Carabobo de 1998, también participó en el proceso José Gregorio Ruiz, quien era alcalde de San Diego desde 1995, por el partido regional SEGUIMOS.
Salas Feo logró conseguir la mayoría en el Consejo Legislativos con 9 representantes y Acosta Carlez con 6 representantes, para un total de 15.

## Antecedentes
Salas Feo se postuló por primera vez a la gobernación de Carabobo en las regionales de 1995, donde resultó elegido, contó con el apoyo de Proyecto Carabobo, y el anterior gobernador y su padre, Henrique Salas Römer. En 1998, Salas Römer se postula a las presidenciales, y su hijo logra la reelección, esto hace que su popularidad aumente. En el año 2000, Henrique Fernando Salas Feo concurrió a la reelección al mismo tiempo que lo hacía el Presidente de la República, quien venía de cosechar un importante triunfo con el referéndum que ratificó por un amplio margen la nueva Constitución de la República. Siendo así, su reelección como gobernador del estado (hecho que se produjo con más del 60 por ciento de los votos) no solo coincidió con una campaña del Presidente Hugo Chávez (quien varias veces visitó a Carabobo, brindando un apoyo visible su candidato a la gobernación) sino también con el momento en que el primer mandatario nacional sería reelecto con el mayor margen porcentual de toda su carrera política. Durante el Golpe de Estado de 2002, Luis Acosta Carlez (en ese entonces era militar) fue la "cara visible" de Chávez en Carabobo, donde se le conoce por eructar durante un allanamiento a un almacén de Polar en la Zona Industrial de Valencia.

## Opinión pública
Según una encuesta realizada por la encuestador Alfredo Keller & Asociados, durante la campaña, muestra como ganador a Salas Feo con un promedio de 58% de aceptación, a diferencia de Acosta Carlez con un promero de 40%, por otro lado se encuentra José Gregorio Ruiz con cerca del 1%, según Keller, los resultados del CNE son muy contradictorios.

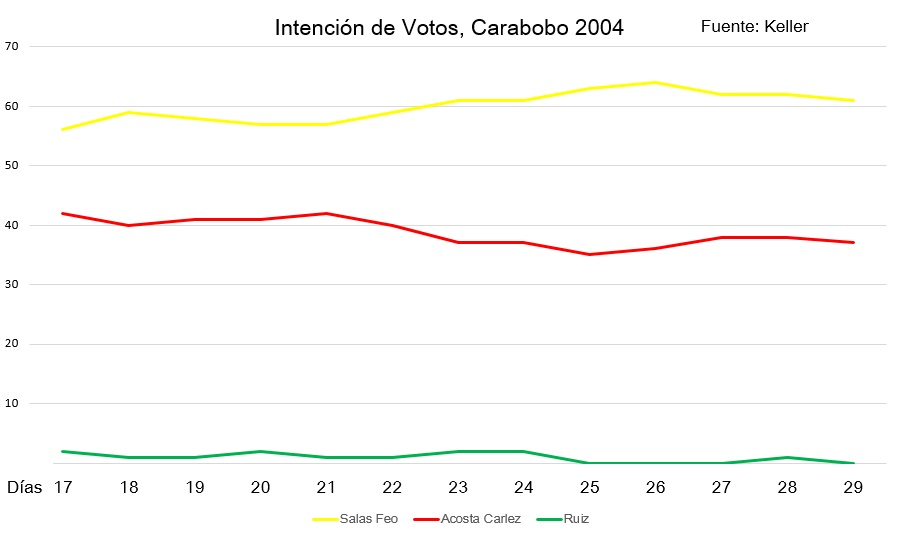
Intención de Votos, encuesta realizada por Keller & Asociados. Fuente: [http://www.urru.org/papers/Elecciones_Regionales_2004/20041031-CARABOBO-PRIMER-REPORTE-IRREGULARIDADES-CON-APENDICE.pdf Urru.org - Elecciones Regionales 2004

## Denuncias por fraude
El exgobernador y candidato Henrique Salas Feo desconoció los resultados de las elecciones, tildándolas de "golpe de estado", indicó que el presidente del Consejo Nacional Electoral, Jorge Rodríguez incumplió con el acuerdo pautado en la ciudad de Valencia, en el que se le daba el derecho a los candidatos de reconteo de votos. Denunció que el Consejo Nacional Electoral (CNE) se ha negó a abrir las urnas con las papeletas, a pesar de las inconsistencias numéricas encontradas en 40% de las actas automatizadas y 60% en los votos manuales, agregó que de ser esta la última palabra del organismo comicial, quedará en duda la legitimidad de quien se proclame victorioso en la gobernación del estado Carabobo. Salas Feo explicó, que hubo un pacto de caballeros entre Rodríguez y él en lo referente a la auditoría.
Las proyecciones sobre el desenlace de la situación no encuentran una rápida solución. Este hiperautomatizado CNE tomó tiempo para hacer cuentas elementales: su boletín “extraoficial” no contabilizó los votos del Municipio Naguanagua ni los de parte del Municipio Valencia. Y la omisión es significativa sólo en Naguanagua, donde el alcalde por Proyecto Venezuela, Julio Castillo, resultó reelecto con mayoría casi absoluta; los números del partido dan ganador a Salas Feo con 17 mil votos. “El margen total que le están dando a Acosta Carlez es de alrededor de 10 mil votos”, estimó el excandidato presidencial Henrique Salas Romer: “Calculamos que el gobernador obtuvo entre 130 mil y 170 mil votos por encima de Acosta Carles. Pero vamos a ver cuánto nos dejan”.

## Resultados

### Gobernador
|  | 51,25 % |

|  | 48,01 % |

|  | 0,7 % |

### Legisladores

#### Lista
| Partido | Partido               | Votos   | Porcentaje | N.º |
| ------- | --------------------- | ------- | ---------- | --- |
|         | MVR PPT PCV MEP       | 194.457 | 40.89%     | 6   |
|         | PRVZL                 | 164.823 | 34.66%     | 0   |
|         | AD                    | 13.933  | 2.93%      | 0   |
|         | SI COPEI ABP          | 11.538  | 2.42%      | 0   |
|         | PJ                    | 10.624  | 2.23%      |     |
|         | SHC MR GRESANDI OPINA | 3.829   | 0.80%      | 0   |
|         | LCR                   | 1.241   | 0.25%      | 0   |

#### Nominal
| Partido | Partido | Circuito              | Legisladores Adjudicados | Votos  | Porcentaje |
| ------- | ------- | --------------------- | ------------------------ | ------ | ---------- |
|         | PRVZL   | 1                     | Alejandro Feo La Cruz    | 20.118 | 51.05      |
| 2       | PRVZL   | Deyalitza Aray        | 18.891                   | 53.21  |            |
| 3       | PRVZL   | Karelly Lizarraga     | 30.533                   | 25.39  |            |
| 3       | PRVZL   | Aura Montero          | 30.026                   | 24.97  |            |
| 4       | PRVZL   | Yanett Ramos          | 92.329                   | 14.00  |            |
| 4       | PRVZL   | Blanca Domínguez      | 90.989                   | 13.79  |            |
| 4       | PRVZL   | Cesar Burguera        | 90.767                   | 13.76  |            |
| 4       | PRVZL   | Eduardo Pino          | 89.918                   | 13.63  |            |
| 5       | PRVZL   | Dahyana Villavicencio | 21.515                   | 51.45  |            |